# Lenny Bassham
Lanny Robert Bassham, född 2 januari 1947 i Comanche i Texas, är en amerikansk före detta sportskytt.
Bassham blev olympisk guldmedaljör i gevär vid sommarspelen 1976 i München.